# Apple M2 Ultra
Apple M2 Ultraは、2023年6月5日に発表された、AppleがMac向けにARMアーキテクチャのライセンスを受けて設計したシステムオンチップ（SoC）。TSMCの5nmプロセスで製造されている。
本SoCは、Apple M2 Max 2つのダイを、2.5TB/sにもおよぶ広帯域のTSVシリコンインターポーザでつないだ、UltraFusionパッケージングアーキテクチャである。
本SoCの下位版にあたるApple M2 Maxとは、CPUおよびGPUのコア数およびメモリの帯域やサイズで区別されている。

## 仕様

### CPU
高性能16コアと高効率8コアの合計24コアで構成されている。

### その他
60コア / 76コアのGPU、Apple A15 Bionicと同じ32コアNeural Engine、最新のSecure Enclave、4つのメディアエンジンを搭載しており、Thunderbolt 4コントローラなども内包している。
M2 Ultraチップはユニファイドメモリ構造であり、CPUやGPUといったチップ内すべてのコンポーネントがメモリアドレスを共有している。メモリには8チャンネルで合計800GB/sの帯域を実現する、LPDDR5-6400 SDRAMで、64GBと128GBと192GBの3構成が採用される。
M2 MaxやM1 Ultraと比較し、ProRes動画のHEVCへのトランスコード処理が大幅に高速化されている。

## 搭載モデル
Apple M2 Ultraチップは、2023年6月に発表されたMac StudioとMac Proに搭載されている。
- Mac Studio（2023）[6]
- Mac Pro（2023）[7]
- Mac Pro（Rack, 2023）[8]

## 関連する同世代SoC
以下の表は「Avalanche」と「Blizzard」マイクロアーキテクチャに基づいた各種SoCを示している。
| チップ名 | CPUコア数（高性能+高効率） | GPUコア数 | メモリ (GB)   | トランジスタ数 |
| -------- | -------------------------- | --------- | ------------- | -------------- |
| A15      | 6 (2+4)                    | 4         | 4 - 6         | 150億          |
| A15      | 6 (2+4)                    | 5         | 4 - 6         | 150億          |
| M2       | 8 (4+4)                    | 8         | 8 - 16 - 24   | 200億          |
| M2       | 8 (4+4)                    | 10        | 8 - 16 - 24   | 200億          |
| M2 Pro   | 10 (6+4)                   | 16        | 16 - 32       | 400億          |
| M2 Pro   | 12 (8+4)                   | 16        | 16 - 32       | 400億          |
| M2 Pro   | 19                         |           | 16 - 32       | 400億          |
| M2 Max   | 12 (8+4)                   | 30        | 32 - 64 -96   | 670億          |
| M2 Max   | 12 (8+4)                   | 38        | 32 - 64 -96   | 670億          |
| M2 Ultra | 24 (16+8)                  | 60        | 64 - 128 -192 | 1340億         |
| M2 Ultra | 24 (16+8)                  | 76        | 64 - 128 -192 | 1340億         |